# 蒋乔街道
蒋乔街道，是中华人民共和国江苏省鎮江市润州区下辖的一个街道。
1980年代时，为润州区蒋乔乡。位于镇江市西南部，北滨长江，东与七里甸乡、官塘桥乡，南与十里长山、丹徒县西麓乡，西与丹徒县石马乡、高资镇接壤，总面积36.56平方公里，乡政府驻地乔家门镇。1992年时，为润州区蒋乔镇。1993年，镇江市人民政府批准，蒋乔镇、韦岗镇合并为新的蒋乔镇。2005年12月，撤销蒋乔镇、官塘桥镇，设立新的蒋乔镇。2007年时，蒋乔镇成为润州区唯一的行政建制镇，下辖5个行政村，1个社区:29—30。
2011年7月2日，江苏省人民政府批准镇江市人民政府，撤销蒋乔镇，以原辖区设立蒋乔街道。街道办事处驻官驸路6号，管理3个居委会、8个村委会。

## 行政区划
蒋乔街道下辖以下地区：
七里社区、蒋家门社区、严庄社区、凤凰家园社区、乔家门社区和嶂山村。